# Emporia, Kansas
Emporia là một thành phố thuộc quận Lyon, tiểu bang Kansas, Hoa Kỳ. Năm 2010, dân số của xã này là 24916 người.

## Dân số
Dân số các năm:
- Năm 2000: 26760 người
- Năm 2010: 24916 người